# Palau de la Cultura i la Ciència
El Palau de Cultura i Ciència de Varsòvia és un edifici situat a Varsòvia, sent l'edifici més alt de Polònia, el vuitè més alt de la Unió Europea i el 187. º més alt del món amb els seus 237 metres d'altura.
Originalment era conegut com el Palau de Ióssif Stalin de Cultura i Ciència, però més tard, a la desestalinització va canviar aquest nom per l'actual. S'utilitza com a centre d'exposicions i complex d'oficines.

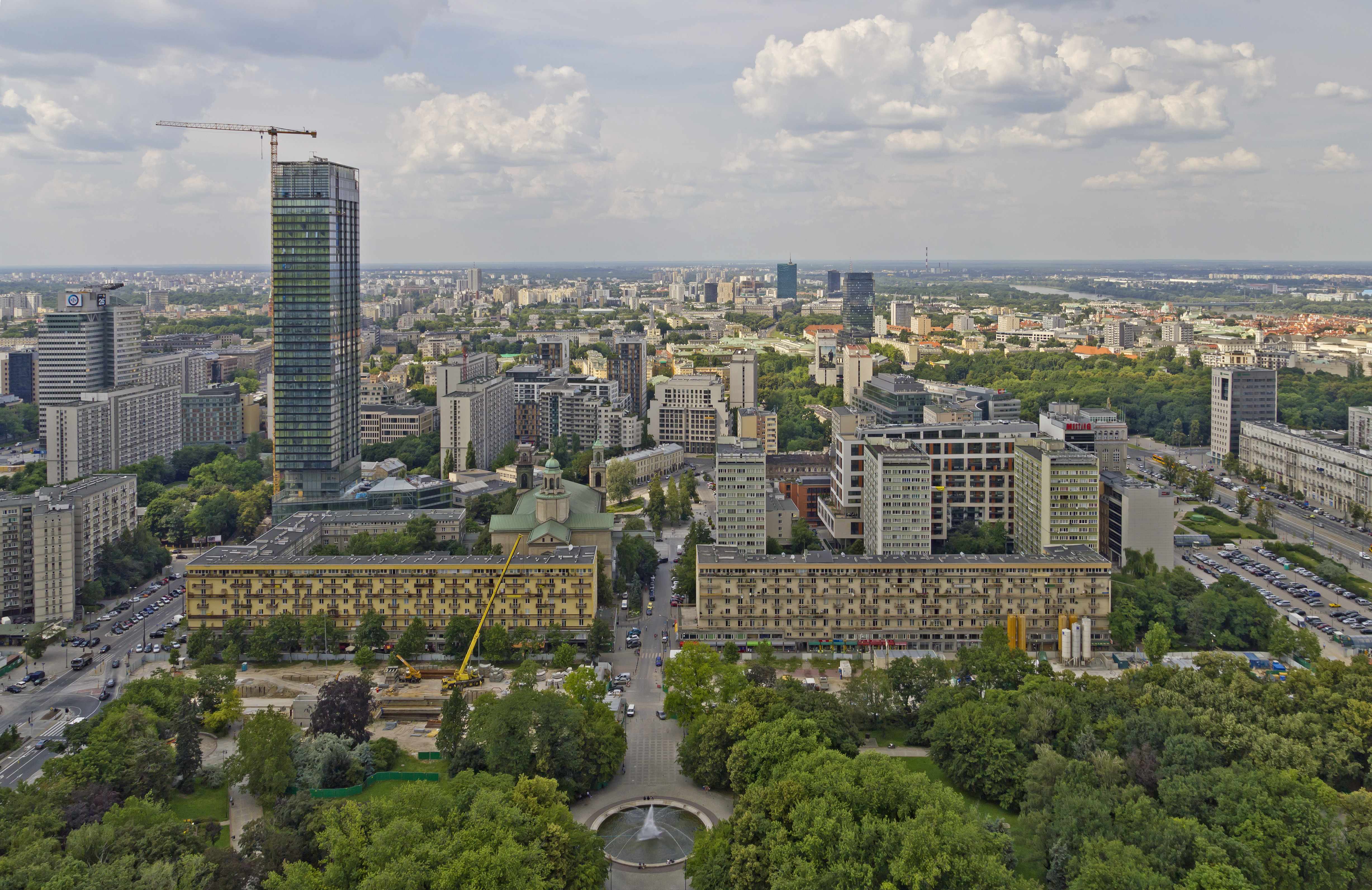
Vista nord-oest des del Palau.

## Història
La construcció va començar l'any 1952 i va ser acabat el 1955. Un regal de l'URSS a Polònia. Van treballar-hi 3500 persones, de les quals 16 van morir en les tasques de construcció.
L'arquitectura de l'edifici està molt lligada a altres gratacels construïts a l'URSS durant la mateixa època, especialment amb la Universitat de Moscou.
No obstant això, l'arquitecte principal, Lev Rudnev, va incorporar alguns detalls arquitectònics, fruit d'anar viatjant per tota Polònia i observar la seva arquitectura. Les parets monumentals estan encapçalades amb trossos de maçoneria copiat de cases renaixentistes i palaus de Cracòvia i Zamość.
L'edifici va ser polèmic des dels seus inicis. Alguns polonesos odiaven l'edifici, per ser un símbol dels soviètics, fins i tot arribant a proposar seu enderrocament per construir un parc amb un estany. Tot i que actualment el seu simbolisme negatiu ha disminuït, sent proclamat símbol de Varsòvia i patrimoni nacional polonès.